# Лиличенко, Виталий Дмитриевич
 Виталий Дмитриевич Лиличенко  (род. 13 февраля 1976, Лениногорск, Восточно-Казахстанская область) — казахстанский лыжник и ориентировщик на лыжах. Мастер спорта Республики Казахстан международного класса.

## Биография
На зимней Азиаде 2011 года в соревнованиях, проходивших в Солдатском ущелье вблизи Текели, В. Д. Лиличенко стал серебряным призёром на средней дистанции.
На чемпионате мира в Риддере был 36-м — на средней дистанции. На других дистанциях не выступал.